# Spam musubi
L'Spam musubi és un plat format per una llesca de porc processat en conserva sobre un bloc d'arròs, ambdós embolicats amb alga nori. El seu nom és una combinació que ha incorporat l'ús tradicional de la marca comercial de carn enllaunada Spam® i el musubi, una altra manera de referir-se a la bola d'arròs coneguda com a onigiri. Si duu, a més, una llesca de truita d'ous, llavors al Japó també es coneix com a potama.
D'arrel japonesa atesa la seva onada migratòria a Hawaii, és tradicional d'ambdós arxipèlags, tant al hawaià com en algunes prefectures del Japó i en altres indrets del Pacífic, sobretot a les gastronomies de Guam i de les Palau. Sovinteja com un aperitiu de baix cost que es troba habitualment a les botigues de conveniència o en queviures de Hawaii i de les Palau —indrets on, a més, gaudeix de consideració popular de plat nacional— i també en franquícies de barbacoa hawaiana als Estats Units d'Amèrica continentals. Ara bé, a banda de vendre's com a snack, també se serveix formalment com a entrant o com a plat principal en restaurants.

## Història
L'Spam musubi és una mena d'onigiri i té un origen controvertit. Sigui com sigui, la majoria d'històries sobre els seus inicis se centren en la ubiqüitat de l'Spam a Hawaii durant i després de la Segona Guerra Mundial: atesa l'escassetat d'altres opcions alimentàries, la carn enllaunada Spam es va incorporar a les cuines locals arreu on hi feien parada les tropes estatunidenques. N'és un exemple el budae-jjigae, un plat coreà fet de les rampoines de menges militars i que també va començar a incloure l'Spam com a ingredient. Milers d'estatunidencs de llinatge japonès, oriünds tant de la Costa Oest dels EUA com, sobretot, de Hawaii i per causa de fortes migracions des de la Restauració Meiji, foren reclosos en camps de concentració específics després de l'atac a Pearl Harbor del 1941. Tenien uns racionaments carnis molt limitats, amb una presència molt elevada de llaunes d'Spam i van haver d'adaptar-se a allò que tenien; sembla que van començar a incorporar-lo als seus onigiris (en japonès, també musubi, de la forma original omusubi, 'お結び') en un intent d'aconseguir una versió rudimentària del seu sushi.
Durant la postguerra, tant al Regne Unit com als EUA l'Spam arribà a ser una marca comercial omnipresent per a aquells qui patien les penúries dels anys de la postguerra, fins i tot estigmatitzat per un esquetx de Monty Phyton dels anys 1970. En aquestes economies mundials més avançades, sobretot les anglòfones, els usos de l'Spam han perdut, d'ençà llavors, rellevància social i presència gastronòmica. En canvi, la petjada militar dels japonesos i estatunidencs fins ben passat mitjan segle xx es feu molt patent en diverses cultures d'Oceania i de l'Àsia, en les quals encara hi ha romàs amb un llegat molt significatiu i on l'spam musubi també hi desembarcà i s'hi popularitzà.
Més enllà del seu ús quotidià o com a carmanyola obrera, les fonts sobre la seva continuïtat en la gastronomia comercial hawaiana són diverses i contraposades. Hi ha fonts que relaten que fou Mitsuko Kaneshiro qui va començar a vendre'ls a la seva botiga (Michan's Musubi) del carrer Pensacola d'Honolulu i que, a les primeries dels anys 1980, en venia fins a 500 de casolans diàriament. D'altres apunten a Barbara Funamura, d'origen nipoestatunidenc i que els hauria servit al llarg de la mateixa dècada al seu restaurant Joni-Hana al centre comercial Kukui Grove de Kauai. El musubi documentat de Funamura s'elaborava en una carmanyola, que li confereix la seva forma rectangular i de marges arrodonits. Al Japó, aquest plat creat dècades enrere per la seva diàspora, fou també integrat sobretot a la prefectura d'Okinawa amb petites variacions.

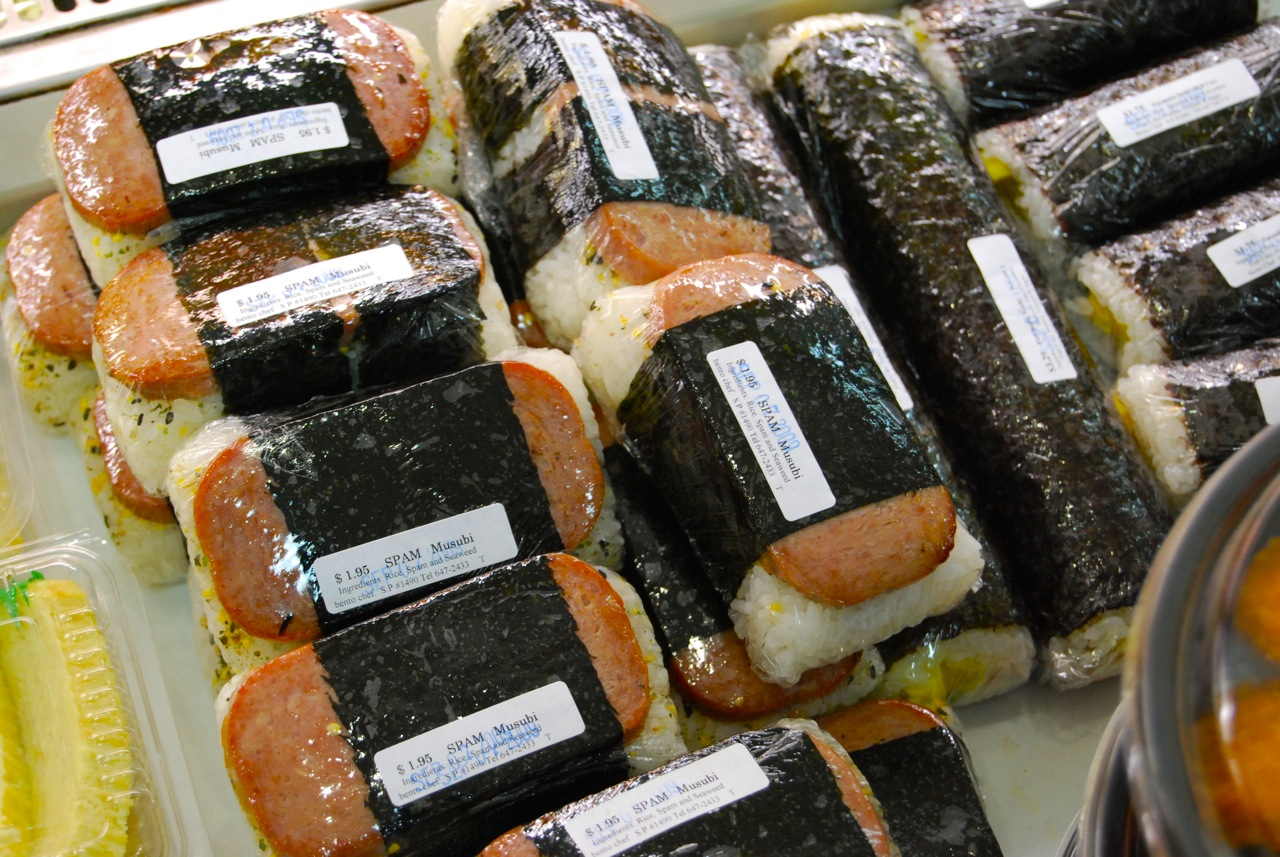
Unitats d'Spam musubi, acompanyades d'altres tipus de sushi (uramaki) en un supermercat de Guam.

Tant a l'illa de Guam com a l'arxipèlag de Palau l'Spam musubi s'hi ha arrelat donada la forta presència d'expatriats i forces militars japoneses. D'una banda, per la invasió japonesa de Guam entre el 1941 i el 1944, que va deixar canvis demogràfics i culturals a l'illa i un pòsit d'hàbits per part dels últims resistents japonesos de la Segona Guerra Mundial fins ben entrat el decenni del 1970. I de l'altra, els assentaments històrics de japonesos a Palau; tant de resultes de la mateixa Segona Guerra Mundial, com també quant a migracions amb anades i vingudes amb (durant prop de mig segle, des de i cap a) majoritàriament Okinawa i que, fins avui, han fet perdurar el llegat japonès com a minoria ètnica a l'arxipèlag palauià i expliquen que comparteixin aquesta recepta.
L'any 1999, la franquícia de menjar ràpid hawaià L&L Hawaiian Barbecue l'introduí com a aperitiu tradicional al menú del seu primer restaurant continental als EUA, a Puente Hills (Califòrnia). A mesura que la cadena creixé arreu del territori estatunidenc, també ho feu la popularitat de l'Spam musubi, fins al punt que la cadena declarà el 8 d'agost com a Diada Nacional de l'Spam musubi i àdhuc el governador hawaià la reconegué oficialment.

## Característiques i variants

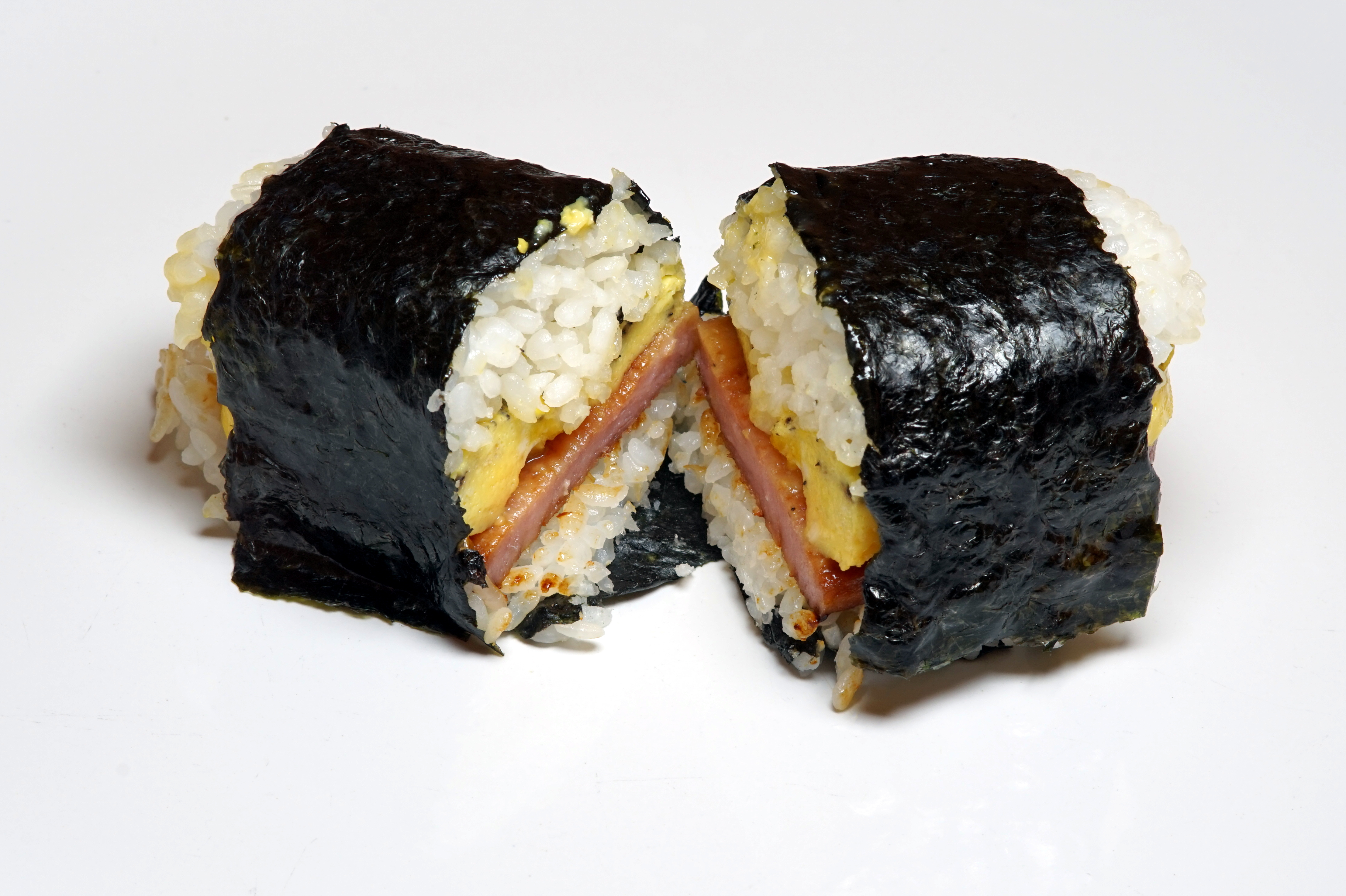
Dues unitats de potama, que és l'onigiri adaptat de l'Spam musubi amb una capa de truita d'ous i molt popular a la prefectura japonesa d'Okinawa.

L'Spam musubi no deixa de ser una o més rodanxes de porc enllaunat de la marca Spam fregides o cuinades a la planxa de manera individual. Després, l'Spam es col·loca sobre una capa d'arròs bullit que jau en una tira d'alga nori i s'embolica per sobre, sempre en una carmanyola d'una mida semblant a la rodanxa d'Spam.
La reinternacionalització de l'Spam musubi durant el darrer terç del segle xx ha fet que ja hagi viscut diverses adaptacions. L'empresa Spam començà a comercialitzar una nova variant de porc enllaunat amb sabor de teriyaki (l'etiquetatge en recomana la recepta com a presentació més destacada). Les noves versions, de fet, són ja més habituals amb salsa teriyaki o amb l'addició de salsa de soia i sucre granulat per a més dolçor. A Hawaii, el fet que la marca Spam sigui gairebé amb la qual es preparen gairebé totes les unitats d'aquesta menja, fa que es venguin gairebé 7 milions anuals de llaunes d'aquest porc en conserva (el producte alimentari més consumit de la nació illenca).
Quan l'Spam musubi duu ou, integrat com una llesca més de truita dins l'onigiri, llavors passa a ser un dels plats clàssics de la gastronomia japonesa d'Okinawa, conegut com a potama (de la combinació 'po', de porc i 'tama', una abreviació de 'tamago', ou). En aquesta adaptació, l'alga nori és generalment molt més grossa i embolica tota la unitat sencera. A més, de vegades també se serveix amb maionesa de tonyina. I a Guam, d'altra banda, se li afegeix damunt també maionesa, però de sriracha.
A Palau també es considera un aperitiu de la cuina nacional, però a diferència d'Okinawa i malgrat la forta influència culinària del Japó (tant en els receptaris com en la presentació), l'Spam musubi sí que s'ha mantingut molt proper a la recepta més tradicional i àdhuc de vegades ni tan sols necessàriament duu l'Spam.